# Libeňský mír

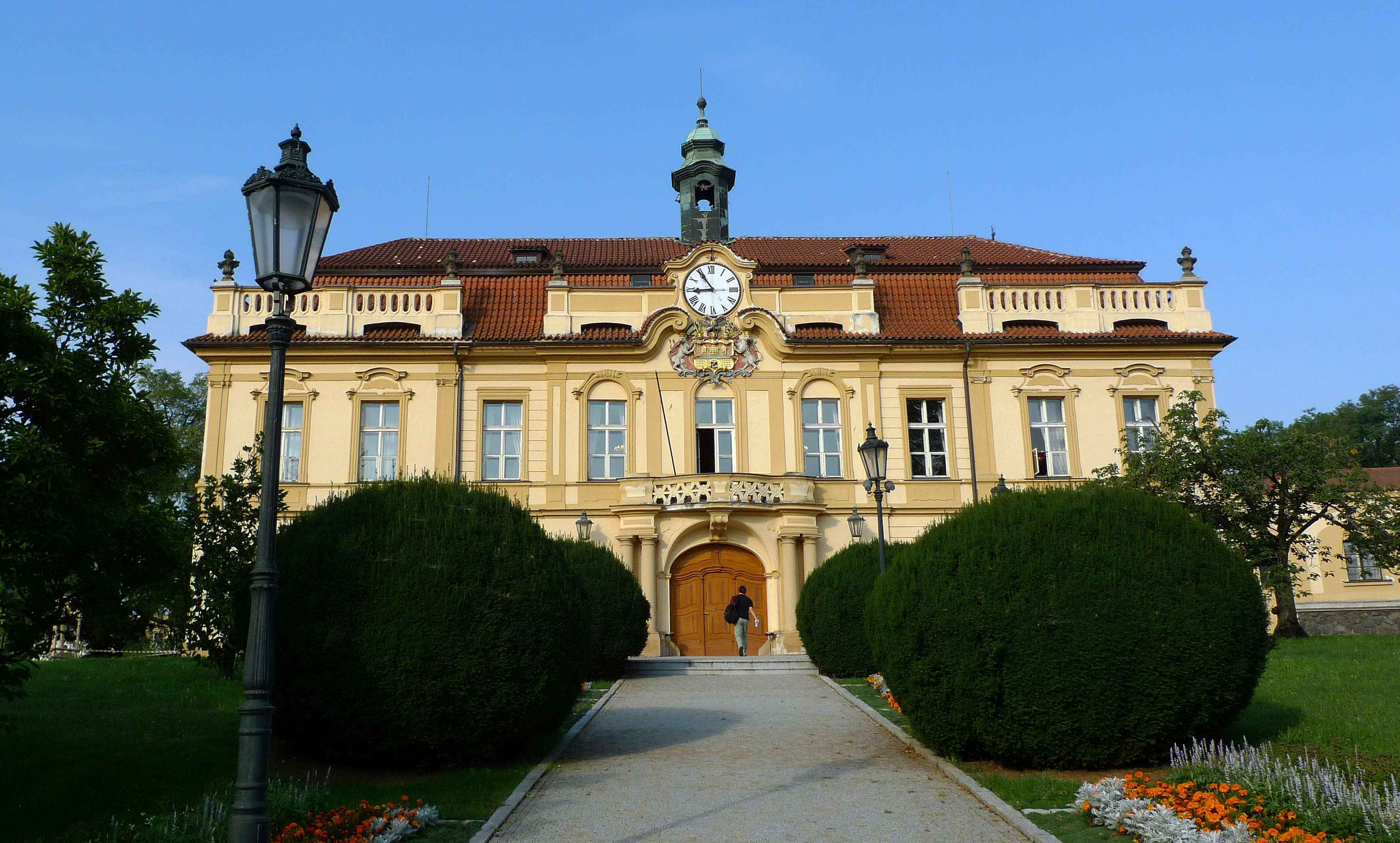
Libeňský zámek, místo podpisu smlouvy

Libeňský mír je mírová smlouva, která byla uzavřena 25. června 1608 v Libeňském zámku, tehdy na předměstí Prahy, mezi římským císařem Rudolfem II. a jeho mladším bratrem, arcivévodou Matyášem Habsburským.

## Historické pozadí
Od počátku 17. století se u císaře Rudolfa opakovaně objevovaly příznaky duševní choroby, pokusil se dokonce i o sebevraždu. Roku 1606 proto Matyáš uspořádal tajně ve Vídni schůzi arcivévodů, jimiž byl neformálně uznán za hlavu habsburského rodu. V situaci přetrvávající války s Osmanskou říší a po vypuknutí protihabsburského povstání pod vedením Štěpána Bočkaje svěřil Rudolf Matyášovi úřad místodržitele Uher. Současně mu dal i plnou moc vyjednávat o příměří jak s Turky, tak s povstalci. Matyáš mír skutečně také v září 1606 vyjednal, avšak za podmínek nevýhodných pro Rakousko; císař Rudolf proto mírové smlouvy nechtěl podepsat.
Napětí mezi bratry proto vzrůstalo, až na konci roku 1607 Matyáš získal vojenskou podporu moravských, uherských a rakouských stavů výměnou za příslib náboženské tolerance. Vojsko pod vedením Matyáše přitáhlo k Praze a rozložilo se poblíž Štěrbohol a Malešic; otevřenému konfliktu zabránila podpora českých stavů, Rudolf II. však byl přinucen podepsat smlouvu dnes označovanou jako Libeňský mír.

## Smlouva a důsledky
Ve smlouvě Rudolf Matyášovi svěřil vládu nad Moravou, Uhrami a Horními a Dolními Rakousy, ve svojí oblasti vlivu si ponechal jen Čechy, Lužici a Slezsko, a přislíbil mu stát se nástupníkem českého trůnu. Tak se později také stalo, když v dubnu roku 1611 Rudolf abdikoval. Rudolf II., aby si zachoval podporu českých stavů, pak roku 1609 vydal svůj majestát, jímž náboženskou svobodu v českých zemích zavedl také.